# Pultenaea flexilis
Pultenaea flexilis là một loài thực vật có hoa trong họ Đậu. Loài này được Sm. miêu tả khoa học đầu tiên.